# Ala I Hispanorum Asturum

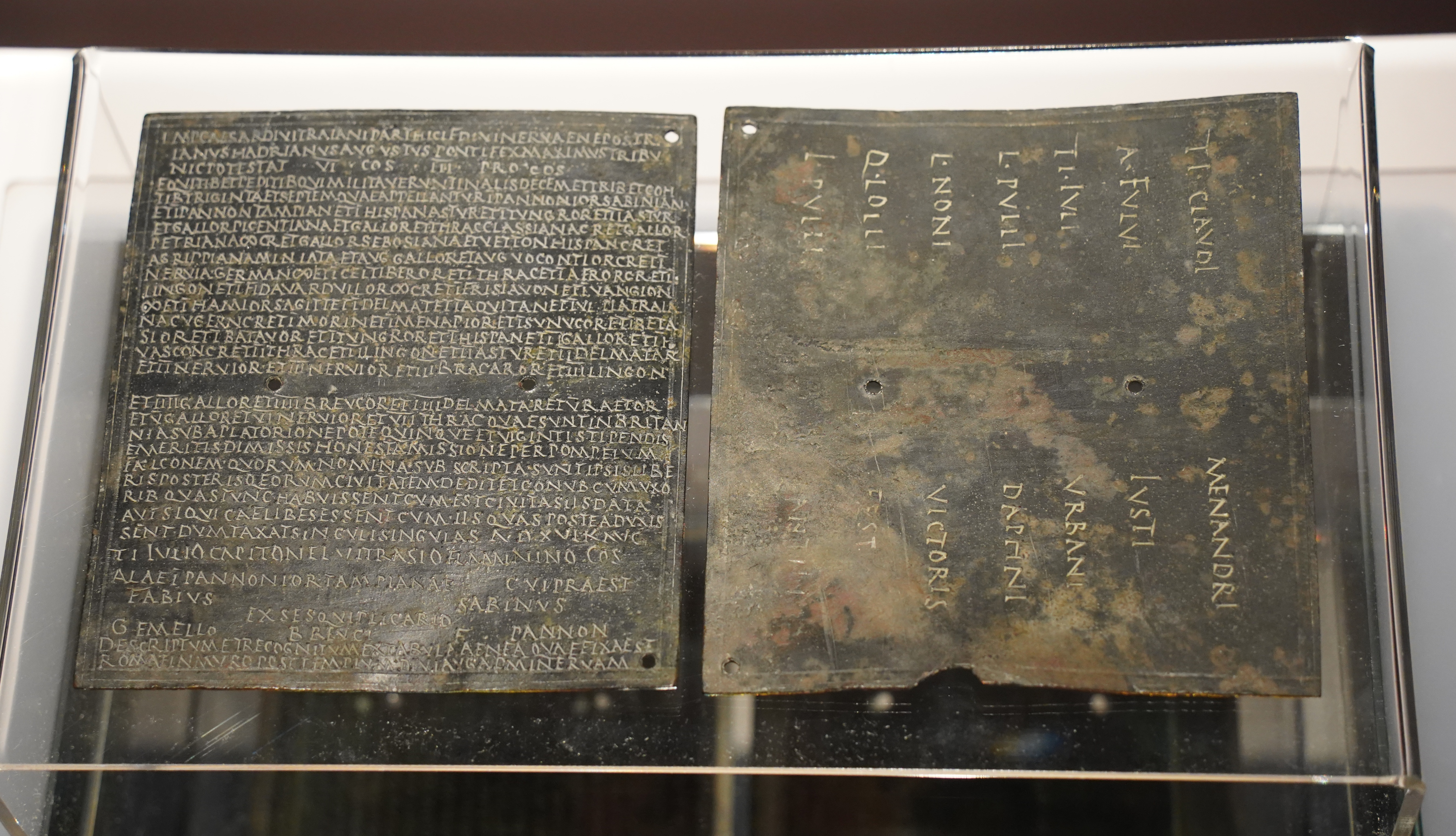
Das Militärdiplom des Jahres 122

Die Ala I Hispanorum Asturum [Gordiana] (deutsch 1. Ala der Hispanier der Asturer [die Gordianische]) war eine römische Auxiliareinheit. Sie ist durch Militärdiplome, Inschriften und Ziegelstempel belegt. In dem Diplom von 135 wird sie als Ala I Asturum bezeichnet, ebenso in den Inschriften, mit der Ausnahme von (RIB 1334).

## Namensbestandteile
- Ala: Die Ala war eine Reitereinheit der Auxiliartruppen in der römischen Armee.

- I: Die römische Zahl steht für die Ordnungszahl die erste (lateinisch prima). Daher wird der Name dieser Militäreinheit als Ala prima .. ausgesprochen.

- Hispanorum: der Hispanier.

- Asturum: der Asturer. Die Soldaten der Ala wurden bei Aufstellung der Einheit aus den verschiedenen Stämmen der Hispanier und insbesondere aus dem Volk der Asturer auf dem Gebiet des conventus Asturum (mit der Hauptstadt Asturica Augusta) rekrutiert.[1]

- Gordiana: die Gordianische. Eine Ehrenbezeichnung, die sich auf Gordian III. (238–244) bezieht. Der Zusatz kommt in der Inschrift (RIB 1334) vor.[A 1]

Da es keine Hinweise auf den Namenszusatz milliaria (1000 Mann) gibt, war die Einheit eine Ala quingenaria. Die Sollstärke der Ala lag bei 480 Mann, bestehend aus 16 Turmae mit jeweils 30 Reitern.

## Geschichte
Die Ala war in der Provinz Britannia stationiert. Sie ist auf Militärdiplomen für die Jahre 98 bis 158 n. Chr. aufgeführt.
Die Einheit wurde unabhängig von den anderen drei Reitereinheiten der Asturer (Ala I, II und III Asturum) aufgestellt. Falls die Inschrift (CIL 13, 2613) der Ala I Hispanorum Asturum zugeordnet werden kann, wurde die Einheit vermutlich bereits unter Augustus aufgestellt; im anderen Fall ist eine Aufstellung unter Claudius (41–54) oder Nero (54–68) wahrscheinlicher. Sie war wohl zunächst in Spanien stationiert und wurde von dort möglicherweise an die Rheingrenze verlegt.
Zu einem unbestimmten Zeitpunkt kam die Einheit nach Britannien, wo sie erstmals durch ein Diplom nachgewiesen ist, das auf 98 datiert ist. In dem Diplom wird die Ala als Teil der Truppen (siehe Römische Streitkräfte in Britannia) aufgeführt, die in der Provinz stationiert waren. Weitere Diplome, die auf 122 bis 158 datiert sind, belegen die Einheit in derselben Provinz.
Letztmals erwähnt wird die Einheit in der Notitia dignitatum mit der Bezeichnung Ala prima Asturum für den Standort Condercum. Sie war unter der Leitung eines Präfekten Teil der Truppen, die dem Oberkommando des Dux Britanniarum unterstanden.

## Standorte
Standorte der Ala in Britannia waren möglicherweise:
- Arbeia (South Shields): Die Inschrift (RIB 1064) wurde hier gefunden.
- Condercum (Benwell): Die Inschriften (RIB 1329, 1334, 1337, 1348) sowie Ziegel mit dem Stempel A I A wurden hier gefunden. Darüber hinaus wird die Einheit in der Notitia dignitatum für diesen Standort aufgeführt.

## Angehörige der Ala
Folgende Angehörige der Ala sind bekannt:

### Kommandeure
| - Marcus Stlaccius Coranus, ein Präfekt - Tineius Longus, ein Präfekt | - T(itus) [] Agrippa, ein Präfekt (RIB 1334) |

### Sonstige
| - Albanus, ein Reiter (CIL 13, 2613) | - Numerianus, ein Reiter (RIB 1064) |

## Weitere Alae mit der BezeichnungAla I Asturum
Es gab noch eine weitere Ala mit dieser Bezeichnung, die Ala I Asturum. Sie ist durch Militärdiplome von 99 bis 146 belegt und war in den Provinzen Moesia inferior und Dacia inferior stationiert.

## Ala I Asturum et Tungrorum
Auf einem Bruchstück des nur unvollständig erhaltenen Militärdiploms (CIL 16, 82), das auf 135 n. Chr. datiert ist, befinden sich die Buchstaben ET I AST ET IVN, die als et I Ast(urum) et Tun(grorum) interpretiert wurden. Aus diesen Angaben wurde dann z. T. gefolgert, dass es sich hierbei um eine eigenständige Reitereinheit, die Ala I Asturum et Tungrorum handelt. John Spaul hält dies aus mehreren Gründen für unwahrscheinlich. Er liest deshalb zwei Einheiten; ET I AST bezieht sich für ihn auf die Ala I Hispanorum Asturum, während er bei ET IVN vermutet, dass es sich hierbei um die Cohors I Tungrorum handelt. Paul Holder hält es dagegen für möglich, dass sich ET IVN auf die Ala I Tungrorum bezieht. Margaret M. Roxan ordnet das Diplom ebenso wie John Spaul der Ala I Hispanorum Asturum zu.